# イリーナ・ロマノワ
イリーナ・ロマノワ（ウクライナ語: Ирина Романова、1972年4月20日 - ）は、ウクライナ、オデッサ出身の女性フィギュアスケートアイスダンス選手で、現在はフィギュアスケートコーチ兼振付師。パートナーは夫でもあるイゴール・ヤロシェンコ。

## 経歴
旧ソビエト連邦のオデッサに生まれた。パートナーのイゴール・ヤロシェンコとは1991年に結婚。1990-1991年シーズンのユニバーシアードでは2位となった。
ソビエト連邦崩壊後は、ウクライナ代表として国際大会へ出場。1993-1994年シーズンにはNHK杯で2位となり、リレハンメルオリンピックでは7位となった。
1995-1996年シーズンからはISUグランプリシリーズに参戦を果たし、1996年欧州選手権では、ウクライナアイスダンス選手として初のメダルとなる3位。翌1996-1997年シーズン以降は若手の台頭もあり世界選手権および欧州選手権でのメダル獲得はならなかった。1998年長野オリンピックで9位となり、同年引退。
現在はアメリカ合衆国デラウェア州ウィルミントンで、夫婦そろってコーチとして活動を続けている。

## 主な戦績
| 大会/年            | 1990-91 | 1991-92 | 1992-93 | 1993-94 | 1994-95 | 1995-96 | 1996-97 | 1997-98 |
| ------------------ | ------- | ------- | ------- | ------- | ------- | ------- | ------- | ------- |
| オリンピック       |         |         |         | 7       |         |         |         | 9       |
| 世界選手権         |         |         | 7       | 4       | 8       | 5       | 8       | 7       |
| 欧州選手権         |         |         | 7       | 7       | 7       | 3       | 6       | 8       |
| CSファイナル       |         |         |         |         |         |         | 4       |         |
| GPスケートアメリカ |         |         |         |         |         |         | 5       |         |
| GPスケートカナダ   |         |         |         |         |         | 3       |         |         |
| GPラリック杯       |         |         |         |         |         | 3       | 3       | 3       |
| GPNHK杯            |         |         | 4       | 2       |         |         | 3       |         |
| GPネイションズ杯   |         |         |         |         |         | 2       |         | 3       |
| ユニバーシアード   | 2       |         |         |         |         |         |         |         |